# Apulische Bildervasen für eine Totenfeier (Antikensammlung Berlin)

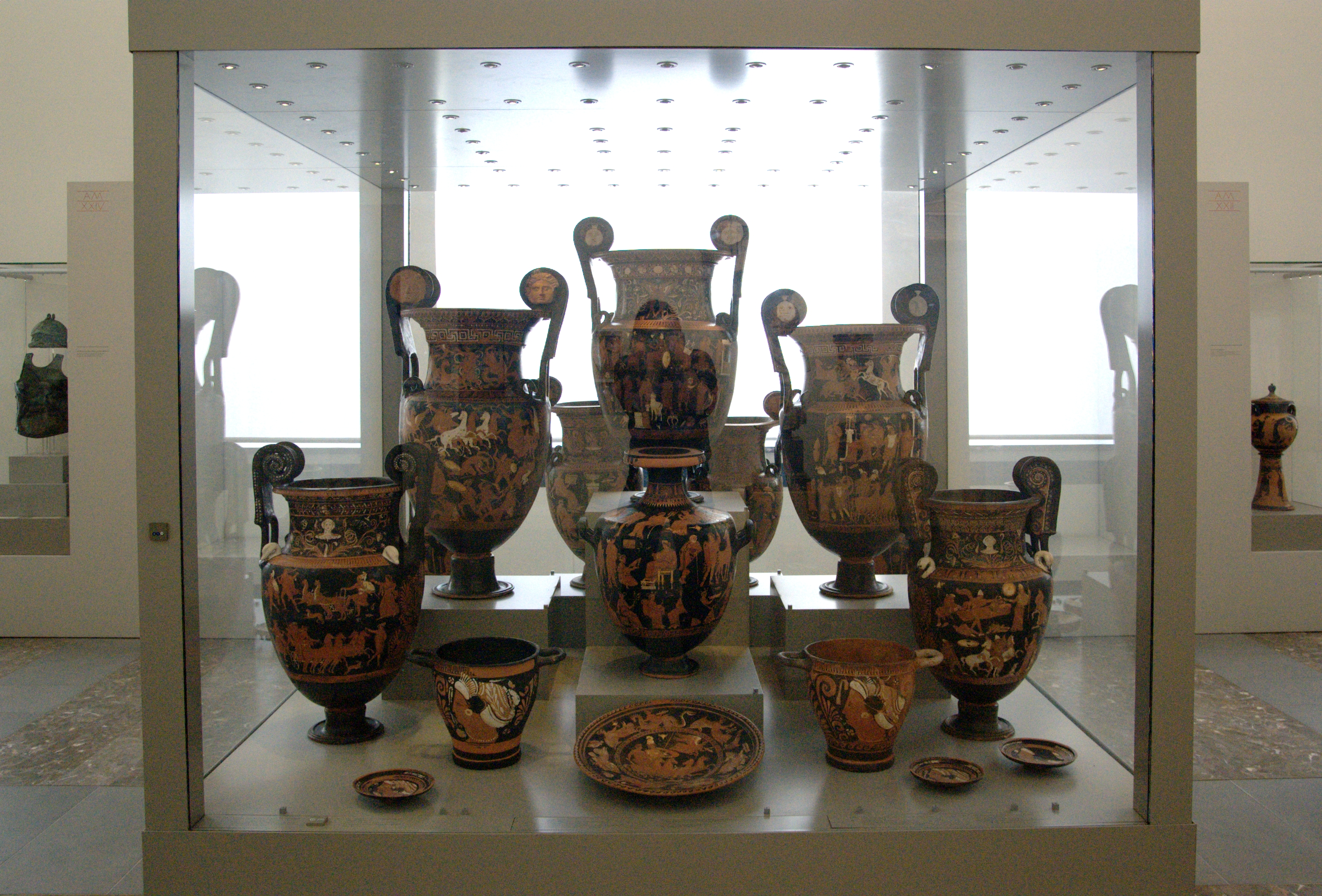
Die Vasensammlung in der Aufstellung bis 2010

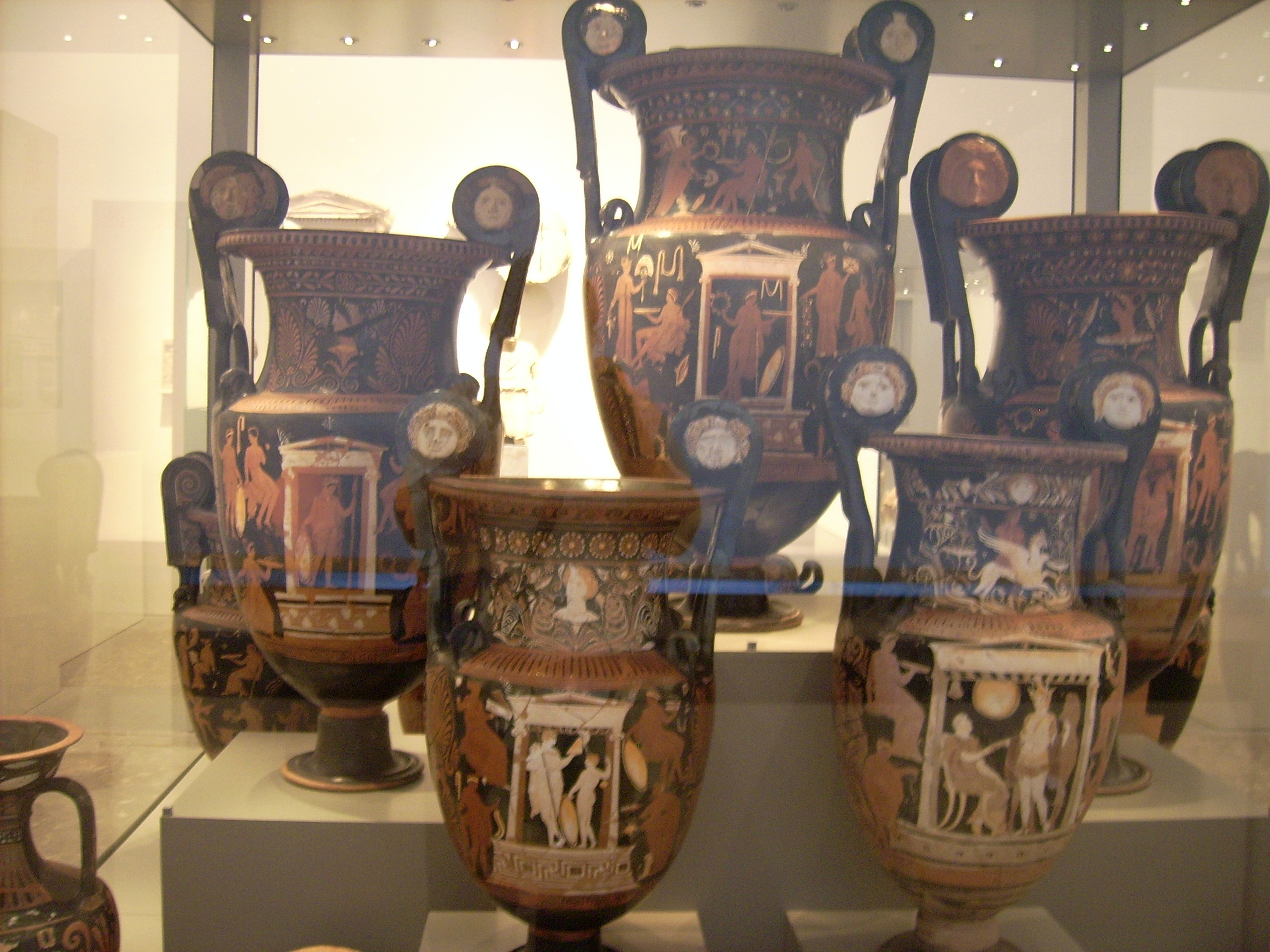
Sicht von der Rückseite

Der zusammengehörige Fundkomplex einer Gruppe antiker apulischer Bildervasen für eine Totenfeier besteht aus 29 Vasen, Tellern, Vasenfragmenten und Fragmentgruppen, die sich ehemals in der Antikensammlung Berlin befanden. Das Vasenensemble besteht aus zum Teil überdurchschnittlich großen und kostbaren Vasen, die reich mit Bildern des „reichen Stils“ der Apulischen Vasenmalerei verziert sind. Dazu kommen Vasen mittlerer und niederer Qualität. Alle Stücke stammen wahrscheinlich aus einer Raubgrabung in der zweiten Hälfte des 20. Jahrhunderts. 2024 wurden sie an Italien zurückgegeben.

## Fundgeschichte
Die genauen Umstände des Fundes sind unbekannt. Die Stücke wurden 1984 von der Berliner Antikensammlung durch Vermittlung des Antikenhändlers Christoph Leon erworben, angeblich aus dem Besitz einer Basler Familie. Nach Kunsthändlerangaben seien die Vasen von einem unbekannten Reisenden aus Genf im späten 19. Jahrhundert in Neapel gekauft worden. Inzwischen ist jedoch belegt, dass die Vasen erst in der zweiten Hälfte des 20. Jahrhunderts bei illegalen Raubgrabungen in Apulien gefunden wurden und über den Händler Giacomo Medici in Genf auf den Kunstmarkt kamen. 1984 hatte das Museum nicht den kompletten Fund erworben, da offenbar nicht das komplette Ensemble angeboten wurde. Das konnte 1991 nachgeholt werden, als man Fragmente erwarb, aus denen man mehrere Teller rekonstruieren konnte und Anhaltspunkte für weiteres zum Komplex zu zählendes Geschirr gewann.
Im Juni 2024 unterzeichneten der italienische Kultusminister Genaro Sanguliano und Kulturstaatsministerin Claudia Roth die Übergabevereinbarung für 25 archäologische Objekte, darunter die 1984 erworbenen Objekte. In den Medienberichten ausdrücklich genannt sind der Gigantomachie-Krater, die Eleusinische Hydria des Varrese-Malers und der Rhesos-Krater. Zwei der Vasen wurden von Kulturstaatsministerin Roth am 13. Juni in einem offiziellen Vertragsakt an den italienischen Kulturminister Sangiuliano übergeben, die übrigen werden nach einer letzten Ausstellung in der Antikensammlung im Alten Museum auf der Berliner Museumsinselin Berlin später nach Italien restituiert. Die Vereinbarung sieht vor, dass das Berliner Museum für seine Ausstellungen langfristige Leihgaben aus italienischen Museen erhält.

## Einordnung der Funde
Mangels Fundkontext bleiben allein stilistische Untersuchungen, die immerhin die aus Ton hergestellten Vasen als apulische Produktion erkennen lassen. Da derartige Vasen nur selten über Apulien hinaus exportiert wurden, ist ein Fundort Neapel oder Umgebung praktisch auszuschließen. Alle Vasen werden um 340 v. Chr. datiert und einer bestimmten Vasenmanufaktur aus Tarent zugeordnet. Die Bemalung vieler der Vasen – von 20 Stücken sind acht auf der Vorder- oder Rückseite mit Grabmotiven wie Naiskoi versehen – legt nahe, dass sie Bestandteil einer Grabausstattung waren. Auch die Tatsache, dass bis auf wenige Einzelstücke, bei denen die Gegenstücke wahrscheinlich verloren sind oder in andere Sammlungen veräußert wurden, die meisten der Vasen paarweise einander zuzuordnen sind, spricht für ihre Zusammenstellung aus repräsentativem Anlass. Ein solcher Anlass war bei apulischen Totenfeiern gegeben, in deren Rahmen ein Streben nach symmetrischer Grabausstattung nichts Ungewöhnliches war.

## Fundzusammensetzung
Angesichts dieser Fundgeschichte bleibt es völlig spekulativ, inwiefern die Funde alle zu einem Grabensemble oder überhaupt zu einem einzigen Gräberfeld gehörten.
Der Fund besteht heute, nach der Restaurierung, aus sieben sehr großen Volutenkrateren, zwei Amphoren, zwei Skyphoi, einer Hydria, einem großen Teller, neun Fischtellern plus Fragmenten, vier Frauenkopftellern plus Fragmenten und mehreren Bruchstücken, darunter dem Fuß eines weiteren Volutenkraters und mehrerer Schalen. Alle diese Gefäße hatten im wirklichen Leben spezielle Funktionen. Doch sind die zu diesem Fund gehörenden Stücke zum Teil nicht oder nur schwer zum eigentlichen Zwecke nutzbar. So hatten die Skyphoi, aus denen man gemischten Wein trank, ein Fassungsvermögen von mehr als zehn Litern, was eine normale Nutzung ausschließen lässt. Fast alle anderen großen Gefäße waren ebenfalls unbrauchbar, da es keinen Verschluss zwischen Vasenkörper und Vasenfuß gab, zum Teil sogar der Boden fehlte und die Gefäße daher keine Flüssigkeit aufnehmen konnten. Diese Tatsachen sprechen für eine Verwendung im sakralen oder sepulkralen, das heißt im Zusammenhang mit dem Tod stehenden Kontext.
Solche großen, hochwertigen Vasen mit augenfälligen Motiven waren nicht zum Gebrauch bestimmt, sondern sollten bei einer Bestattung besonderen Eindruck machen. Die erhaltenen Stücke waren offenbar die herausragenden Schaustücke einer Totenfeier, die Funktion der vermutlich ebenfalls als Grabbeigaben dienenden einfachen Keramiken ist hingegen ungewiss. Analogien zu anderen Grabfunden legen nahe, dass es sich bei dem Grab, aus dem die Vasen stammen, um ein Kammergrab handelt, dessen Typ am Anfang des 4. Jahrhunderts v. Chr. aufkam.

## Einzelstücke

### Phrixos-Krater

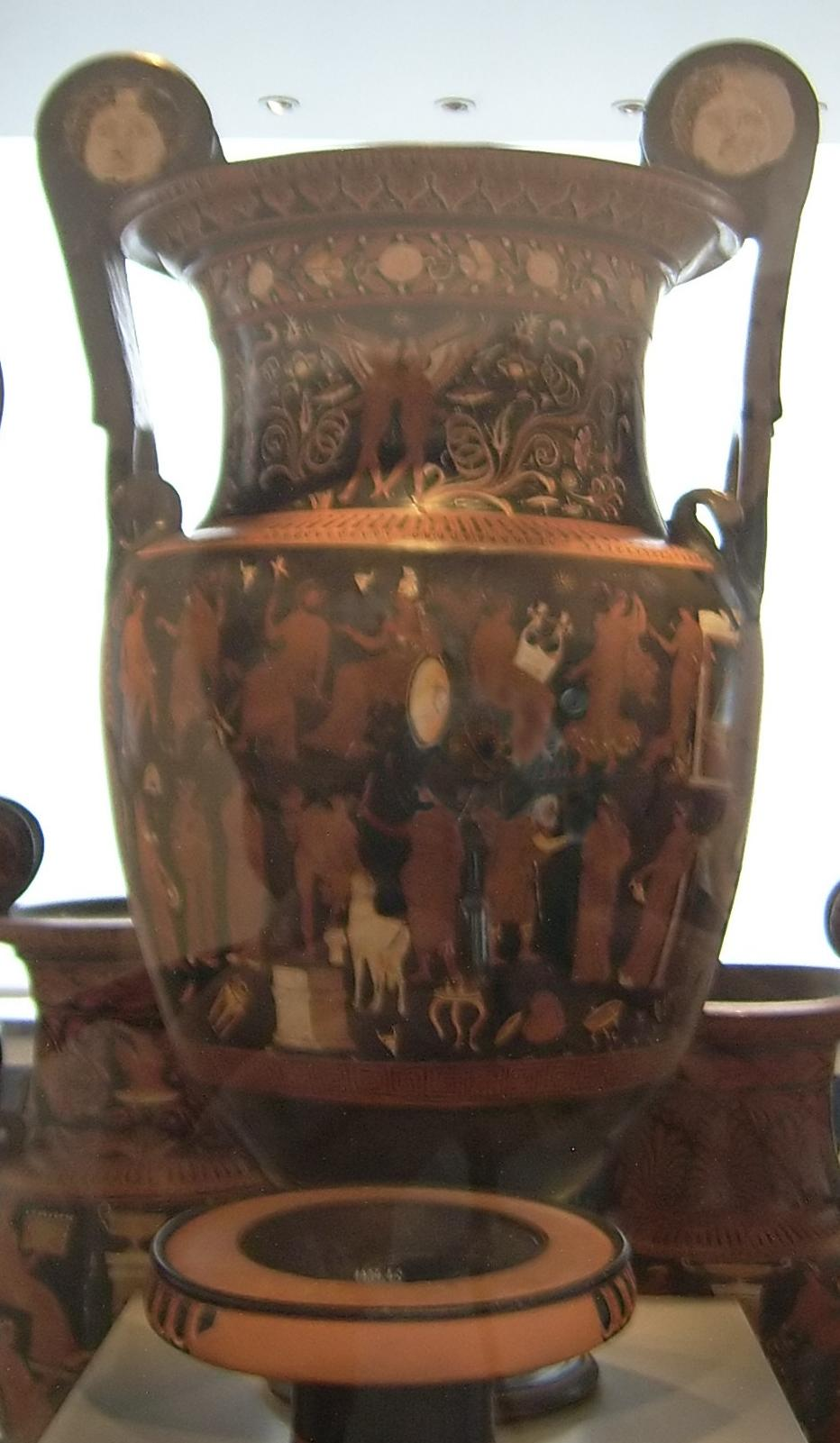
Vorderseite des Phrixos-Kraters

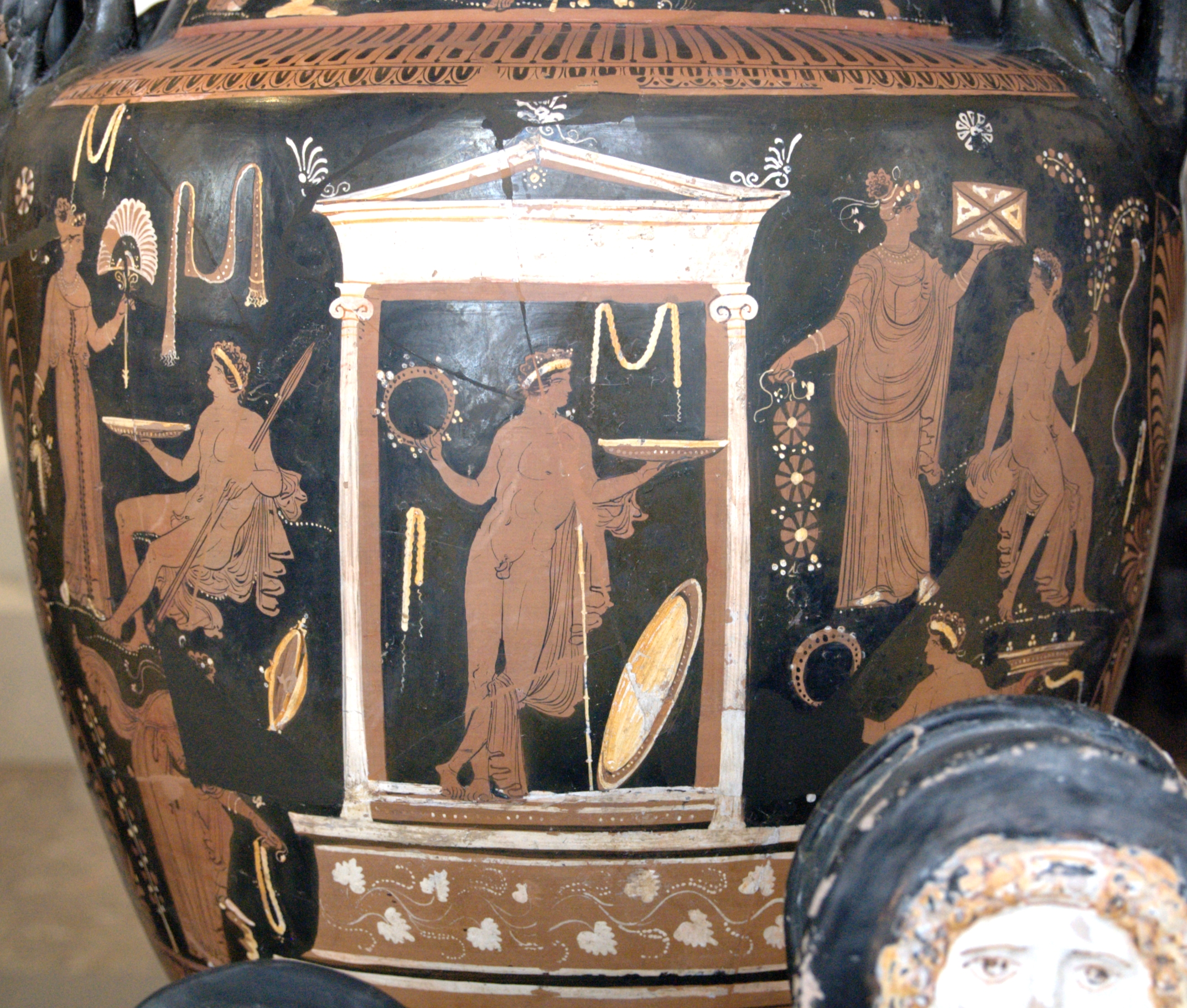
Rückseite

Der sogenannte Phrixos-Krater, ein Volutenkrater mit Maskenhenkeln, ist mit 102 Zentimetern Höhe das drittgrößte Einzelstück. Das von Arthur Dale Trendall dem Dareios-Maler zugeschriebene Gefäß gilt als eine der besten Arbeiten des Künstlers. Die Zeichnungen auf der Vase sind außerordentlich sorgfältig ausgeführt und sehr elegant. Ein Gegenstück gibt es nicht, doch wird angenommen, dass der einzelne Vasenfuß ein Fragment dieses Gegenstücks ist.
Die besondere Qualität des Kraters zeigt sich bereits beim Halsbild. Zu beiden Seiten zweier zentral angeordneter geflügelter Wesen sieht man eine sich emporschlängelnde phantasievolle Ranke. Sie wirkt auf den ersten Blick ungeordnet und chaotisch. Eine Analyse zeigt jedoch, dass der Künstler der Pflanze eine festgelegte Struktur gab und hierbei keine Rücksicht auf natürliche Gegebenheiten nahm. Die vom Dareios-Maler dargestellte Ranke mit ihren aus den Blüten wachsenden Stängeln besitzt kein natürliches Vorbild. Über dieser Dekoration befindet sich ein Band aus Eichenblättern, die eine Art Girlande bilden und mit einer aufgemalten Eierkette verziert sind. Die Eier sind offenbar ausgeblasen, auf ein Band aufgezogen und kunstvoll bemalt. Hier orientierte sich der Künstler wahrscheinlich an einer in Apulien üblichen Ausschmückung bei Festlichkeiten.
Das Hauptbild ist in zwei Ebenen aufgebaut: eine obere göttliche und eine untere menschliche. Die Hauptfiguren des Frieses sind alle inschriftlich benannt. Im Zentrum befindet sich, mit aufgestütztem Fuß, der junge Phrixos. Er bekränzt einen Widder, wie es bei Opfertieren üblich ist. Auch der weiter unten gemalte Altar bestätigt die Deutung als Opferszene. Links neben Phrixos steht dessen Stiefmutter Ino, rechts sein Vater, König Athamas, mit gezücktem Opfermesser. Aber nicht der Widder, sondern Phrixos soll aufgrund eines von der Stiefmutter initiierten falschen Orakelspruchs geopfert werden. Weiter rechts informiert ein greiser Gelehrter Phrixos’ Schwester Helle, die ebenfalls geopfert werden soll, über das bevorstehende Opfer ihres Bruders, was sich in der entsetzten Haltung der jungen Frau widerspiegelt. Die letzte Figur auf der Seite ist eine Frau, die mit dem sprechenden Namen Euphemia beschrieben ist. Euphemia – die mit dem guten Ruf – ist nicht nur ein Name, sondern auch die Beschreibung des rituellen Schweigens von Personen, die an einer heiligen Handlung teilnehmen. Im oberen Fries schaut eine Versammlung von Göttern auf das Geschehen bei den Menschen herab. Zweite Person von links ist Nephele, die leibliche Mutter von Phrixos und Helle, die sich aufgeregt, mit Angst und Entsetzen und dennoch voller Eleganz, bewegt. Zu ihrer rechten steht Hermes, der ihr offenbar die Botschaft von der anstehenden göttlichen Rettung ihrer beiden Kinder bringen wird.
Interessant an der Darstellung ist, dass der Maler fast völlig auf Handlungsszenen und Dynamik verzichtet. Ohne Beschriftungen könnte man ein ganz normales Widderopfer annehmen. Nur mit Kenntnis der griechischen Sage von Phrixos und Helle sind einige Kleinigkeiten erkennbar, so die Opferbinden in den Haaren der Geschwister oder der Fingerzeig von Athamas auf seine Frau oder die offen gezeigten Emotionen von Helle und Nephele. Daher ist anzunehmen, dass die Vase für ein mythologisch gebildetes Publikum geschaffen wurde.
Die Rückseite zeigt den schon erwähnten tempelartigen Grabbau, der auf den meisten der Vasen zu sehen ist. Der nackte jugendliche Verstorbene ist lässig auf einen Stab gestützt dargestellt. In der einen Hand hält er eine Schale, in der anderen einen Kranz. Zu beiden Seiten des Grabbaus sind je drei ebenfalls jugendliche Menschen angeordnet. Sie sind festlich geschmückt, trauern jedoch nicht. Das Halsbild zeigt den Verstorbenen ein zweites Mal. Nun ist er in einer jenseitigen Welt, hält eine Weinschale in der Hand, mit der er aus zwei über ihm hängenden Trauben tropfenden Wein auffängt.

### Rhesos-Krater

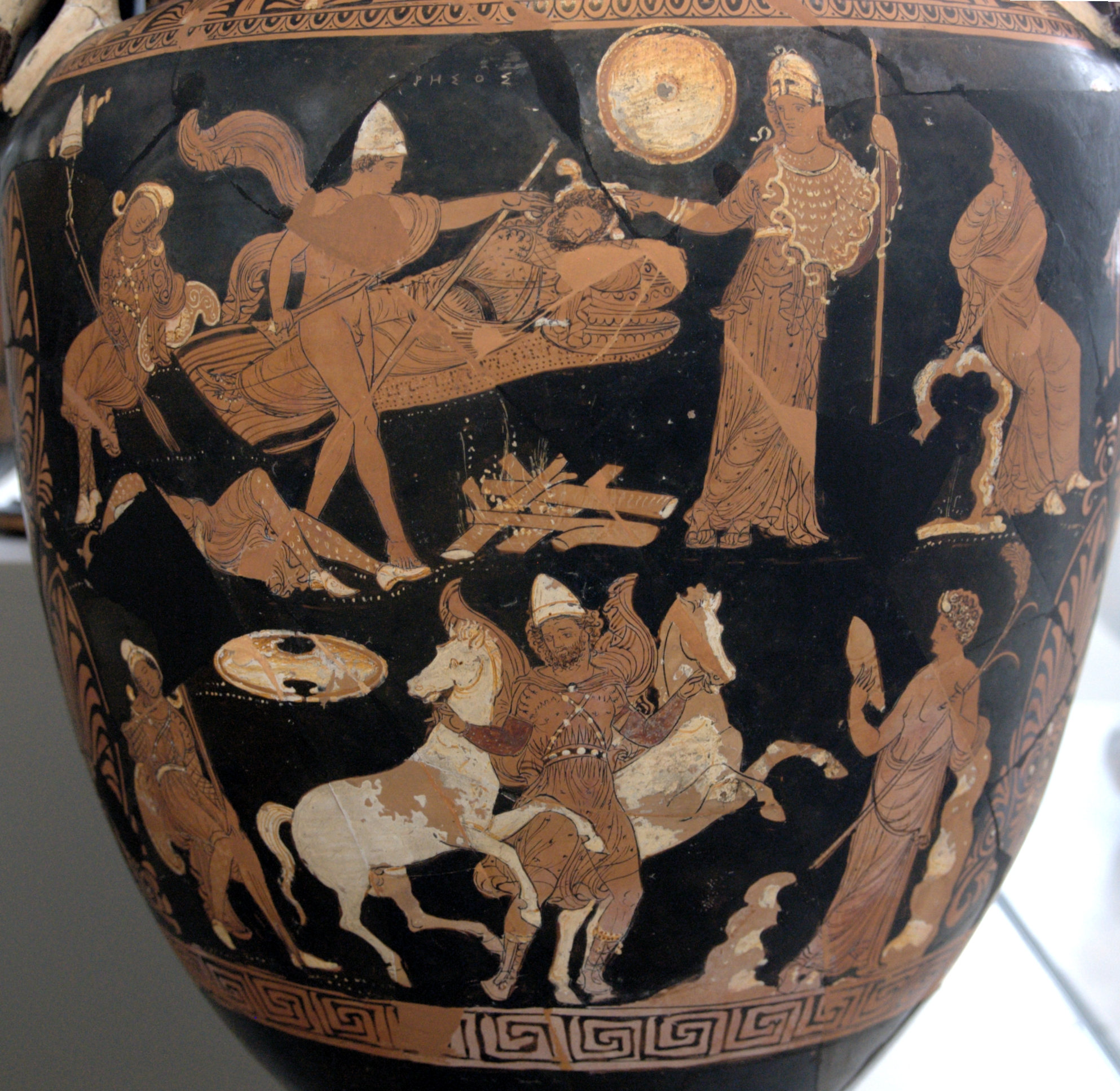
Rhesos-Krater

Der Rhesos-Krater ist in vielem dem Phrixos-Krater ähnlich. Es handelt sich um einen 82 Zentimeter hohen Volutenkrater mit Dreirollenhenkeln. Auch er wird dem Dareios-Maler zugeschrieben. Wie beim Phrixos-Krater sind die Hauptfiguren mit Inschriften gekennzeichnet. Die dargestellte mythologische Geschichte des thrakischen Königs Rhesos gehört zu den ältesten griechischen Sagen und ist schon bei Homer überliefert. Die hier wiedergegebene Variante der Geschichte geht auf eine im Kanon der Werke des Euripides überlieferte Tragödie mit dem Namen des Haupthelden Rhesos zurück. Mittelpunkt der Geschichte, die zum trojanischen Sagenkreis gehört, ist der Mord an Rhesos durch Diomedes. Dieser schleicht sich mit Odysseus in das Lager des thrakischen Königs, um dessen Eingreifen am Folgetag auf Seiten der Trojaner zu verhindern, da geweissagt wurde, dass die Trojaner den Krieg nicht mehr verlieren könnten, wenn die Pferde des Rhesos vor Troja weiden würden.
Im oberen Bildfeld sieht man Diomedes mit behutsam federndem Gang und einiger Anspannung ans Bettlager des schlafenden Königs schleichen. Rechts neben dem Lager steht die Göttin Athene und weist gleichmütig und ruhig auf den schlafenden Rhesos. Körperlich von der Szenerie weggedreht, doch über ihre Schulter in die Richtung des Geschehens blickend, sitzt die Mutter des Königs, eine der Musen. Im unteren Bildfeld sieht man Odysseus die weißen Pferde des Königs aus dem Lager treiben. Hier begrenzt rechts der Vater des Rhesos, der thrakische Flussgott Strymon, gekennzeichnet durch seine Attribute als Flussgott – Hörner, Muschel und Schilfrohr – die Szenerie.

### Persephone-Krater

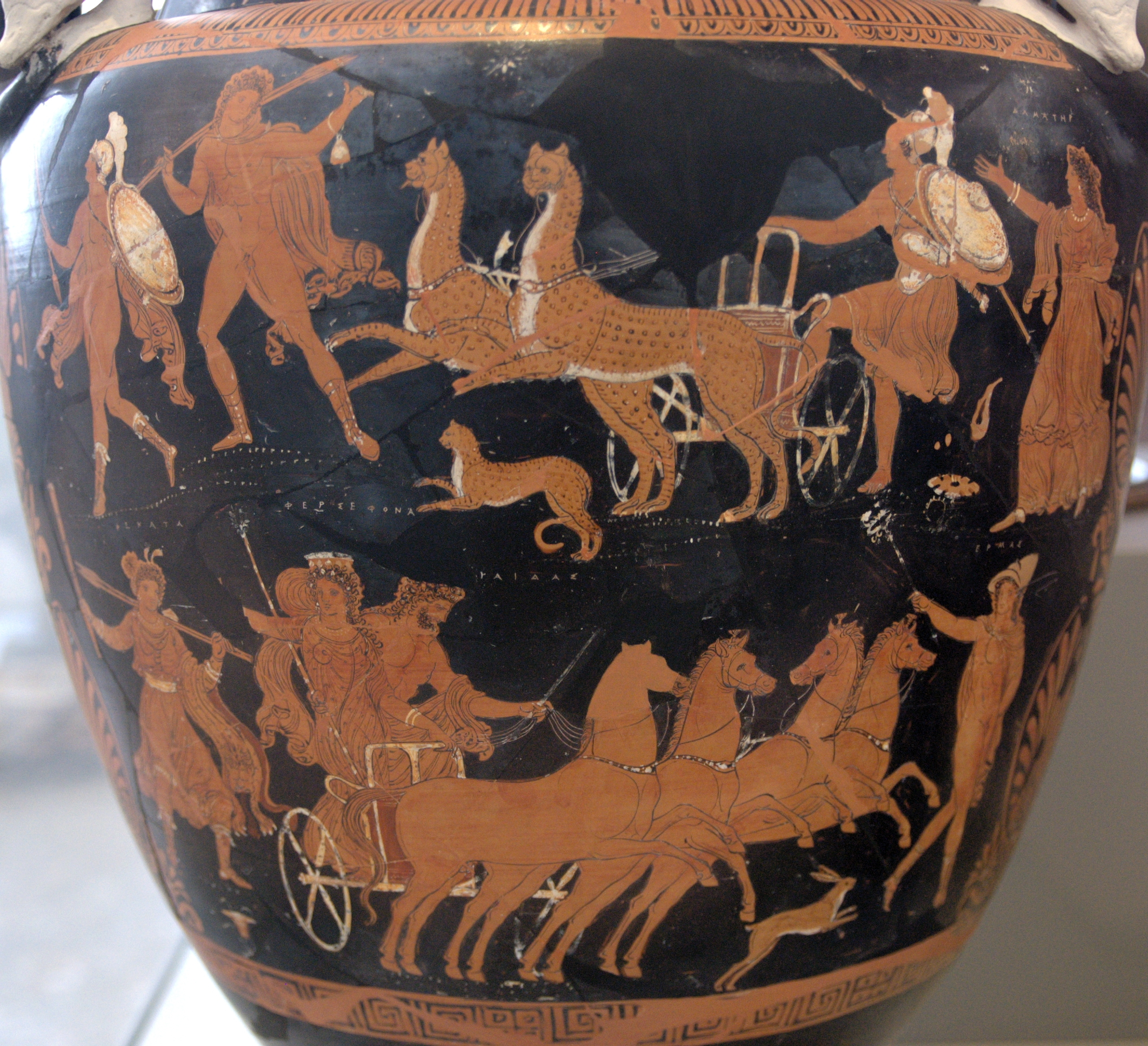
Persephone-Krater

Der Persephone-Krater ist ein Volutenkrater mit Spiralhenkeln und 86,5 Zentimeter hoch. Er wird dem Unterwelt-Maler zugeschrieben und ist das Gegenstück zum Rhesos-Krater, auch wenn der Zeichenstil nicht ganz die Eleganz und Zierlichkeit seines Pendants aufweist. Die zur Darstellung gebrachte Geschichte ist ein auf apulischen Vasen äußerst beliebtes Motiv, doch selten wurde es so ausführlich wie hier in Szene gesetzt. Es ist die Geschichte vom Raub der Vegetationsgöttin Persephone durch den obersten Gott der Unterwelt, Hades. Zentrales Motiv der unteren Bildreihe ist der Raub selbst. Hades fährt mit der verzweifelten Persephone, die ihren Arm, um Hilfe flehend, ausstreckt, auf seinem Viergespann zur Unterwelt. Zwei weitere Gottheiten wohnen dem Geschehen bei. Hilfe kann Persephone von ihnen jedoch nicht erwarten. Hermes als Führer der Toten in die Unterwelt kennt die Wege dorthin am besten und führt seinen Onkel Hades. Hinter dem Wagen befindet sich die geheimnisvolle Göttin Hekate, die eine Fackel in der Hand hält. Zentraler Blickfang im oberen Bildfries ist ein Panthergespann, das ein Diener der Demeter, der Mutter Persephones, besteigt, um die Verfolgung aufzunehmen. Am rechten Rand steht die einen Arm zur Klage erhebende Mutter der Verschleppten, die ihre Diener zur Verfolgung schickt. Doch sie haben keine Chance, Persephone noch einzuholen. Dem Maler ist ein interessanter Effekt gelungen, indem er die erklärenden Beischriften wie auch den fliehenden Hades mit seiner weiblichen Beute sich von links nach rechts bewegen ließ, die Verfolger jedoch von rechts nach links. Dem Betrachter wird so die Ausweglosigkeit der Verfolgung vor Augen geführt.

### Gigantomachie-Krater

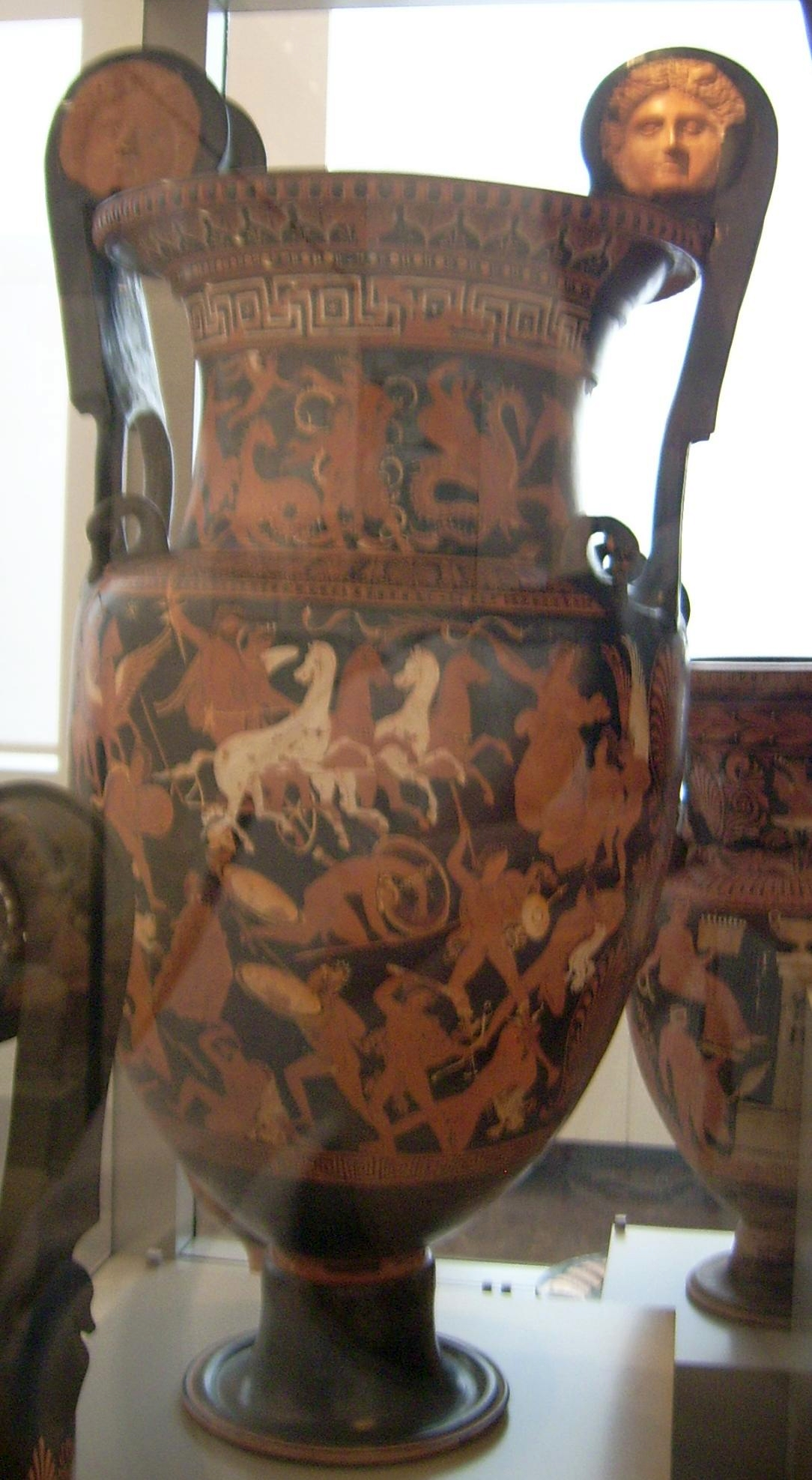
Vorderseite des Gigantomachie-Kraters

Auch der Gigantomachie-Krater ist ein Volutenkrater mit Maskenhenkeln. Sein Fuß wurde separat getöpfert. Mit 113 Zentimetern Höhe ist es das größte erhaltene Stück des Fundkomplexes. Zugeschrieben wird es dem Unterwelt-Maler. Erzählt wird auf der Vase die in der griechischen Kunst sehr beliebte Geschichte vom Kampf der Götter gegen die Giganten, die Gigantomachie.
Die Vase fällt durch eine besondere Komposition der Darstellung auf. Das zentrale Motiv, der Göttervater Zeus, der auf einem von der Siegesgöttin Nike gelenkten Wagen in die Schlacht fährt, macht sich bereit, einen Blitz auf einen schon am Boden liegenden Giganten zu schleudern. Zur linken Seite des Zeus reitet sein Bruder Poseidon, der Herr der Meere, auf dem geflügelten Pferd Pegasus in die Schlacht. Das ist ein zwar mythologisch angemessenes – immerhin ist Pegasus Kind des Poseidon und der Gorgo-Medusa –, aber selten verwendetes Motiv. Die weiteren Kampfpaare sind ikonographisch zueinander passend angeordnet. So kämpft die mit Schild, Lanze und Helm bewaffnete Athene gegen einen ebenso ausgerüsteten Giganten, Dionysos kämpft im Pantherfell gegen einen ebenfalls mit einem Pantherfell bekleideten Giganten, Herakles im Löwenfell mit einem Giganten in einem Löwenfell. Besonders originell erscheint das Kampfpaar zur rechten Seite von Zeus. Hier kämpft die Liebesgöttin Aphrodite gegen einen jungen Giganten. Er schaut die einen Palmwedel als Siegeszeichen haltende Göttin schmachtend an und kniet vor ihr nieder. Eros nutzt diesen Moment und bindet seine Hände auf dem Rücken. Somit siegt die Liebe über die Gewalt.
Ein weiteres Liebesringen ist im Halsbild dargestellt. Peleus kämpft mit der Meeresgöttin Thetis, der prophezeit wurde, ihr Kind werde den Vater an Macht weit überflügeln. Der Mensch Peleus wird diesen Kampf gewinnen, was der geflügelte Eros anzeigt, der geflogen kommt, um Peleus als Sieger zu bekränzen. Der Sieg wird ihm die Liebe der Thetis einbringen und aus ihrer Verbindung wird mit Achilleus der mächtigste Grieche des Trojanischen Krieges hervorgehen. Flankiert wird der Kampf von gefährlich wirkenden Seeschlangen.

### Priamiden-Krater

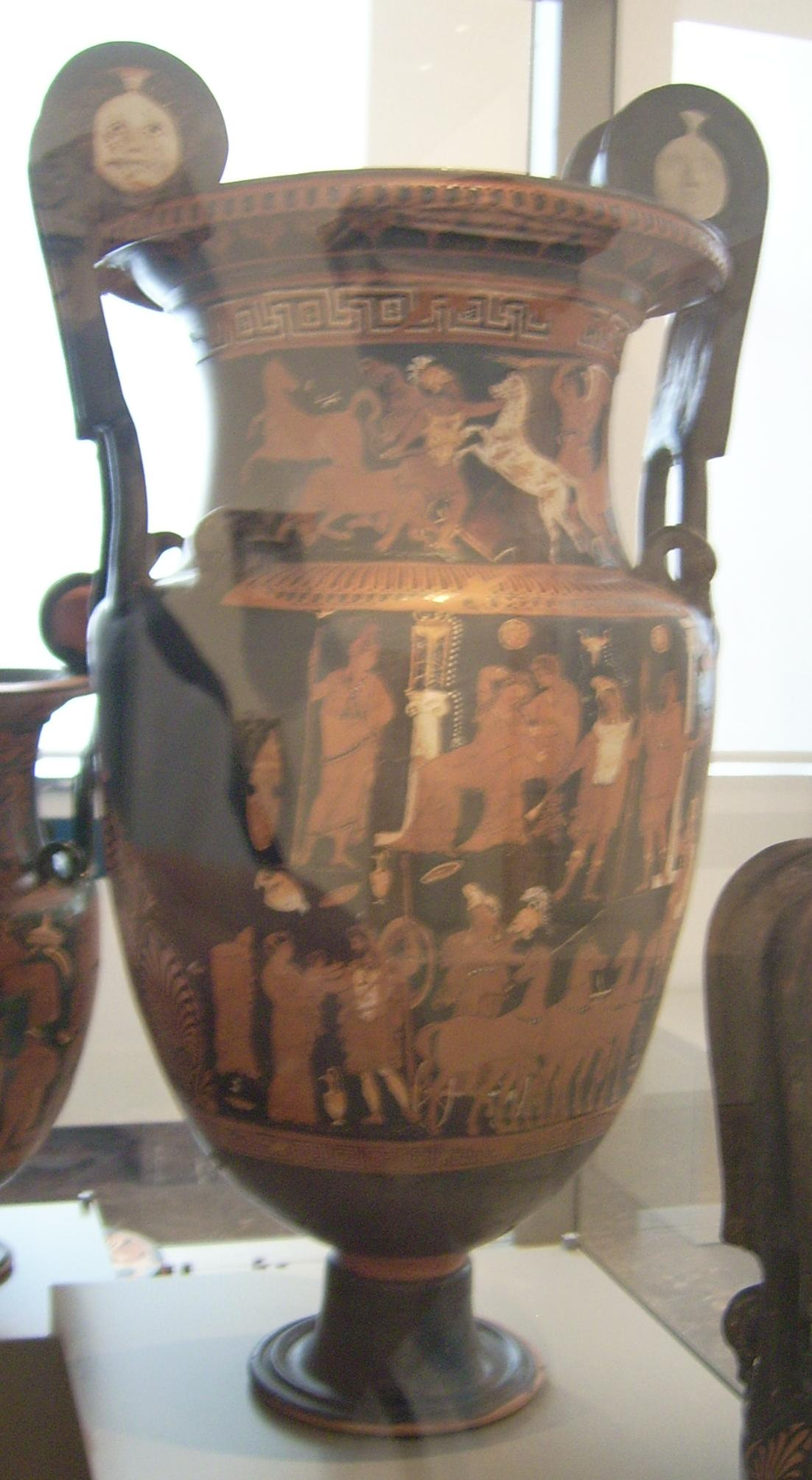
Vorderseite des Priamiden-Kraters

Der Priamiden-Krater ist das Gegenstück zum Gigantomachie-Krater und wie dieser dem Unterwelt-Maler zugeschrieben worden. Mit 107 Zentimetern Höhe ist es das zweitgrößte Stück. Die Deutung der Szene muss wegen fehlender Inschriften aufgrund der Darstellung erfolgen. Im Zentrum des unteren Bildfeldes sieht man einen Wagenlenker auf seinem Streitwagen. Er ist durch eine Phrygische Mütze als dem orientalischen Kulturkreis zugehörig gekennzeichnet. Links davon sieht man eine Abschiedsszene zwischen einem Mann und einem auf dem Arm einer Frau gehaltenen Kind, das nach dem Mann greift. Sowohl der Mann als auch die Frau sehen niedergeschlagen aus, als wüssten sie, was sie erwartet. Eine zweite Frau, zu der der Blick des Mannes geht, steht weiter entfernt am linken Rand, ist jedoch zum Teil verloren. Die Deutung der Szene ist am Ende recht einfach. Der Mann in der Verabschiedungsszene ist Hektor, der sich vor dem Zweikampf mit Achilleus von seiner Frau Andromache und seinem Sohn Astyanax auf den Armen seiner Amme verabschiedet.

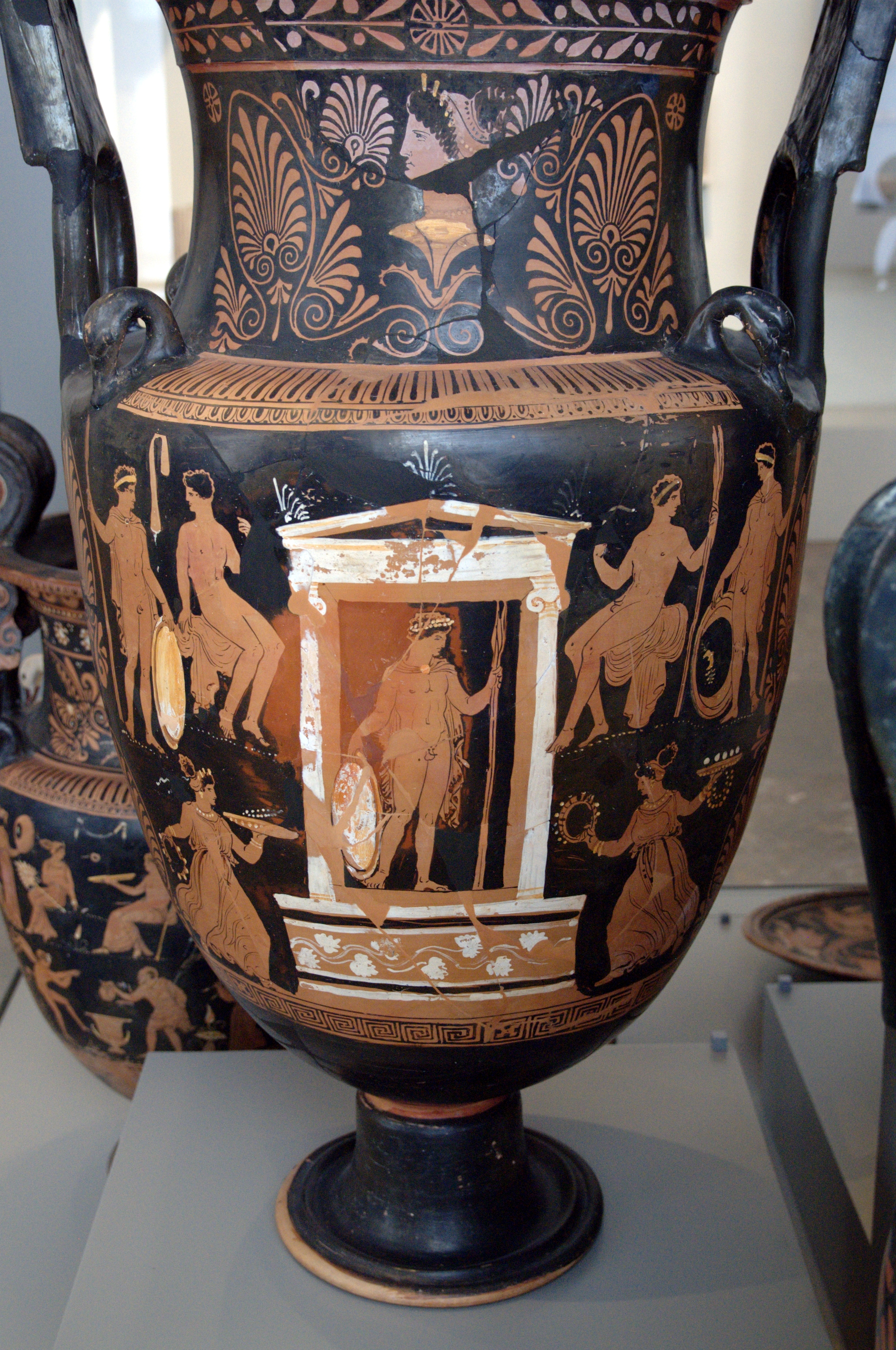
Rückseite des Priamiden-Kraters

Zentrales Motiv des oberen Bildfrieses ist Hekabe, die Kassandra tröstet. Kassandra ist durch mit Binden geschmückte Lorbeerzweige als sakrale Persönlichkeit gekennzeichnet, ist sie doch in der Lage, in die Zukunft zu sehen. Doch Apollon gab ihr die Gabe nur unter der Bedingung, dass niemand ihren Prophezeiungen glaubt. So ist es nicht verwunderlich, dass weder ihre Mutter, noch ihr Vater Priamos zu ihrer Linken ihre Sorge um Hektor teilen. Rechts oben sieht man einen Adler fliegen, der eine Schlange in den Fängen hält – ein weiteres Zeichen für Kassandras Vorhersage. Nur ein weiterer Trojaner, ein junger Mann – wohl Kassandras Zwillingsbruder Helenos, der ebenfalls die Gabe des Sehens besitzt – erkennt das Zeichen. Die literarische Vorlage ist bei diesem Krater augenfällig. Den Namen Priamiden-Krater hat die Vase aufgrund der vielen zur Familie des Priamos gehörenden mythischen Figuren, die hier dargestellt sind.
Das Halsbild stellt eine andere Geschichte dar, die mehrfach auf Vasen überliefert wurde und offenbar beliebt in Apulien war. Ein bärtiger Krieger tötet mit seinem Schwert ein Pferd. Es ist Oinomaos, Sohn des Kriegsgottes Ares, dem geweissagt wurde, dass er sein Leben durch den Bräutigam seiner Tochter verlieren werde. Deshalb forderte er alle Kandidaten, die um die Hand seiner Tochter anhielten, zu einem Wagenrennen um Leben und Tod heraus. Da ihm sein Vater Pferde geschenkt hatte, die schneller als der Wind waren, konnte er viele Verehrer seiner Tochter besiegen. Doch einer der Kandidaten griff zu einem Trick und löste die Radnabe von Oinomaos’ Wagen, der daraufhin beim Rennen einen Unfall hatte. Das Halsbild zeigt im Hintergrund den beschädigten Wagen, im Vordergrund den verzweifelnden Oinomaos, der in seiner Wut die Pferde tötet. Von rechts kommt ein geflügelter Dämon mit einer Fackel, der den Wahnsinn, der Oinomaos nun erfasst hat, symbolisieren soll. Auf der Rückseite der Vase ist ein Grabbau wiedergegeben.

### Weitere Kratere

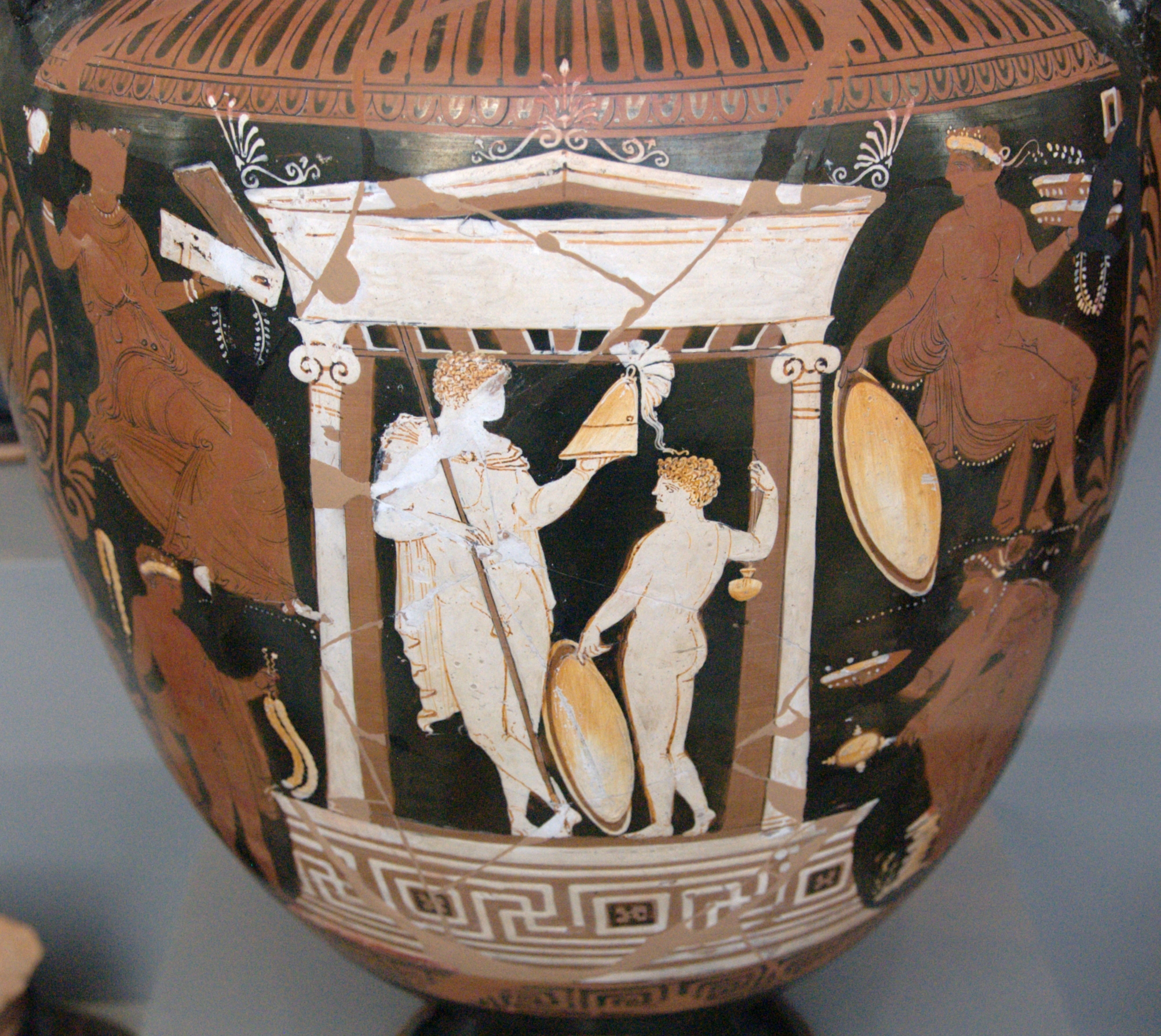
Volutenkrater des Malers von Kopenhagen 4223 (1984.43)

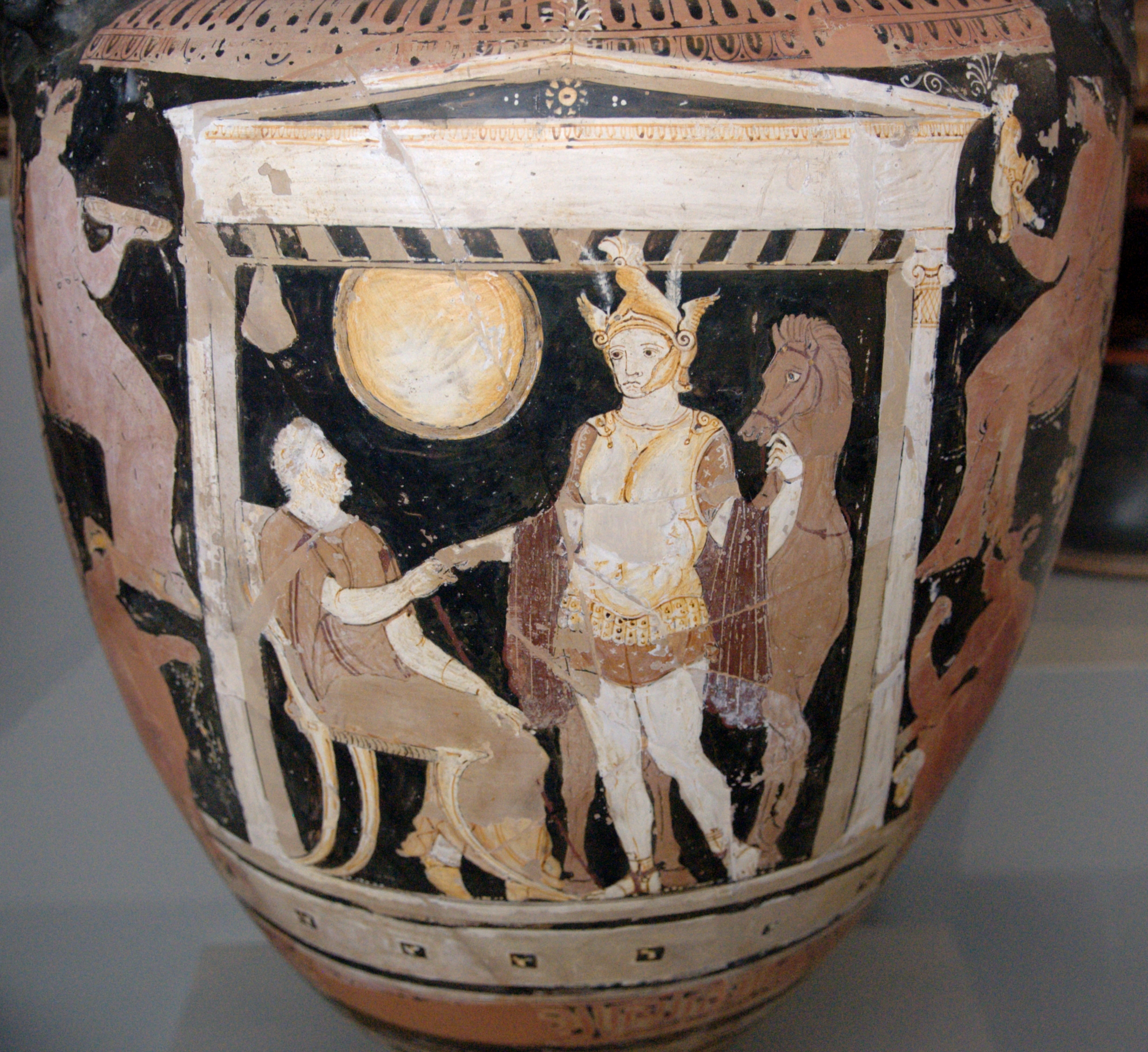
Volutenkrater des Loebbecke-Malers (1984.42)

Neben den Krateren, die eine mythologische Geschichte zeigen, gibt es zwei weitere Volutenkratere mit Maskenhenkeln, die als zusammengehörig gelten und auf der Vorderseite einen Grabbau, auf der Rückseite eine Grabstele wiedergeben. Stellt man beide Naiskosvasen gegenüber, scheint es, als würden sich die Figuren ansehen.
Die etwas größere Vase, 84,5 Zentimeter hoch, wird dem Loebbecke-Maler zugeschrieben. Der Grabnaiskos wird von zwei Säulen ionischen Stils gebildet, die zudem mit weißer Farbe hervorgehoben wurden. Im Naiskos befinden sich ein auf einem Klismos sitzender Greis und ein stehender Krieger mit chalkidischem Helm, der ein Pferd an den Zügeln hält. Die Figuren außerhalb des Grabbaus sind nur schlecht erhalten, da die Firnislinien nicht richtig hafteten. Rechts oben, auf der Bodenlinie sitzend, ist eine Frau gezeigt, die sich mit der rechten Hand aufstützt und in der anderen Hand eine Phiale hält. Ihr gegenüber befindet sich ein bewaffneter Jüngling in ähnlicher Haltung, auf einem Mantel gelagert und mit einer unteritalischen Sonderform des chalkidischen Helms in der Hand. Rechts unten ist eine stehende Frau wiedergegeben, ihr gegenüber auf der linken Seite ein stehender Jüngling. Auf der Rückseite sind zwei Frauen und zwei Jünglinge um einen Grabpfeiler gruppiert dargestellt.
Der zweite, 76,5 Zentimeter hohe, Volutenkrater wird dem Maler von Kopenhagen 4223 zugeschrieben. Der Aufbau der Vase ist dem der vorigen sehr ähnlich. Die Rückseite zeigt erneut je zwei junge Männer und zwei Frauen, die um einen Grabpfeiler gruppiert wurden. Das Hauptbild der Vorderseite zeigt jedoch einen stehenden, an einen der ionischen Pfeiler gelehnten, jungen Mann im Naiskos. Bei ihm steht ein Knabe, der mit einer Hand den Rundschild des Mannes hält, mit der anderen Hand einen Aryballos. Die vier um den Naiskos gruppierten Personen entsprechen in etwa denen auf der Vase des Loebecke-Malers. Nur hält hier die sitzende Frau einen Griffspiegel und der ihr gegenüber gelagerte junge Mann einen Rundschild.

### Eleusinische Hydria

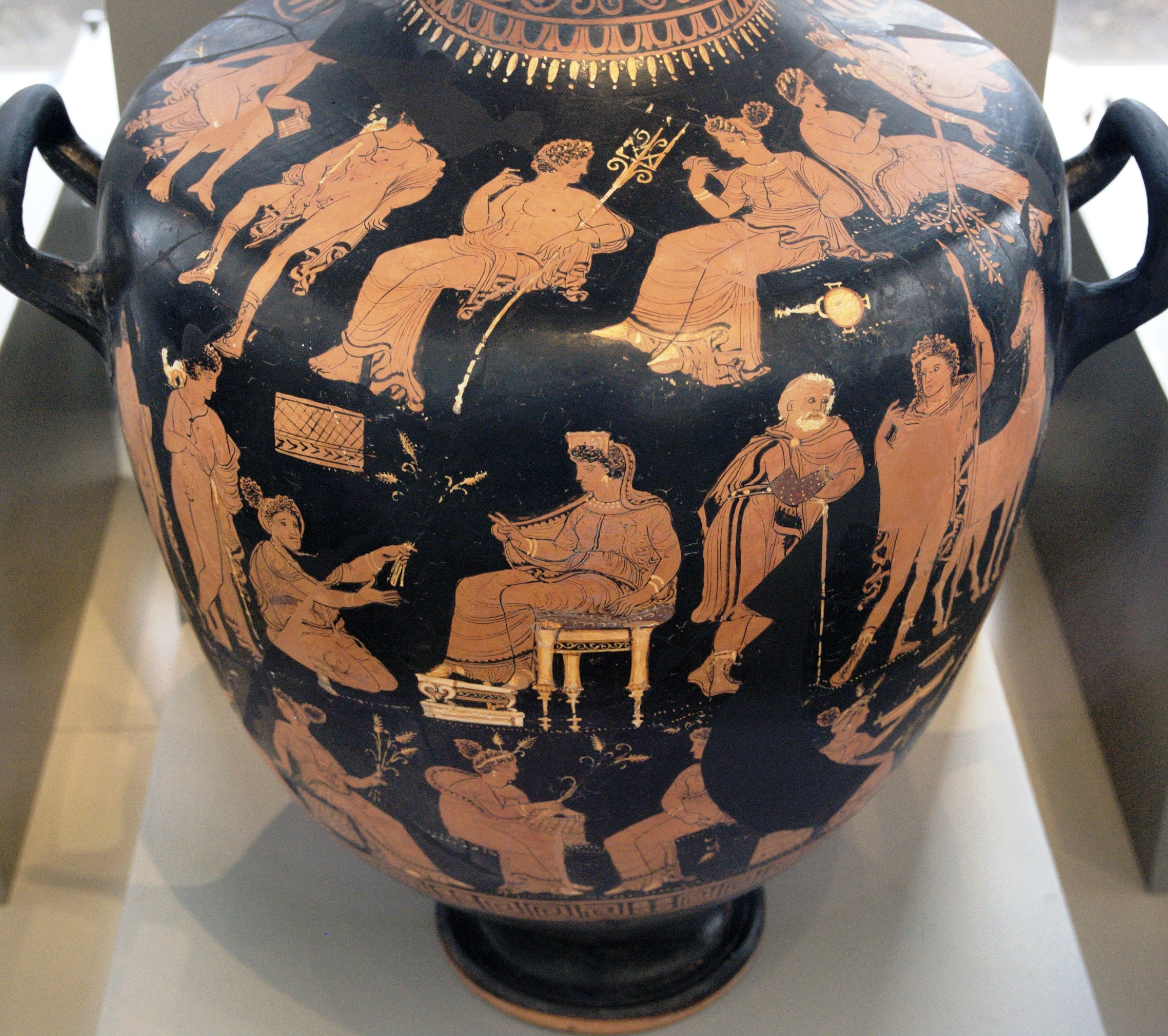
Eleusinische Hydria

Die 68 Zentimeter hohe Eleusinische Hydria wird dem Varrese-Maler zugeschrieben. Die dargestellte Geschichte ist weder inschriftlich erklärt, noch ist sie anderweitig in dieser Form aus der griechischen Ikonografie bekannt. Somit musste die Deutung der Szenen mit Hilfe der Bilder selbst erfolgen und mit schriftlicher Überlieferung in Einklang gebracht werden.
Die Bemalung ist in drei Register aufgeteilt. Im obersten, auf der Hydrienschulter, sieht man eine Gruppe von Göttern, wie sie auf das Geschehen unter ihnen auf der Erde hinab blicken – eine für apulische Vasen recht weit verbreitete Darstellungsform. Bei den Göttern handelt es sich um Pan, Hermes, einen sehr jugendlichen Poseidon, Aphrodite, die man durch den neben ihr liegenden Spiegel erkennt, Apollon und Artemis. Darunter sieht man zentral eine Göttin auf einem Thron, vor der eine Frau kniet und ihr Ähren darreicht. Dadurch ist die Benennung der Göttin als Demeter leicht. Auch die anderen sechs jungen Frauen auf dem untersten Register der Vase sind durch Attribute gekennzeichnet, die mit Demeter zu tun haben – Ähren, flache Körbe, wie sie bei Kulthandlungen verwendet wurden –; vier von ihnen haben runde Kisten bei sich, wie sie zur Aufbewahrung von Kultgegenständen bei den Mysterien von Eleusis üblich waren. Neben der Göttin sieht man einen greisen Pädagogen und einen jungen, lockigen Knaben.
Die dargestellte Geschichte, die sich aus den Figuren ergibt, ist schon in den homerischen Hymnen überliefert. Nachdem – wie auf dem Persephone-Krater geschildert – die Tochter der Demeter von Hades in die Unterwelt entführt worden war, zog die trauernde Vegetationsgöttin durch die Lande. In Eleusis wurde sie unerkannt als Kinderpflegerin am Hofe des Königs Keleos und seiner Frau Metaneira aufgenommen, die nach mehreren Töchtern erstmals einen Sohn, Demophon, bekommen hatten. Um dieses Kind kümmerte sich nun die Göttin. Sie salbte das Kind in Ambrosia und legte es nachts ins Feuer, um es so unsterblich zu machen. Eines Nachts wurde sie dabei von Metaneira gestört und der Unsterblichkeitszauber gebrochen. Nun gab sich die zornige Göttin zu erkennen. Die ganze Nacht über mussten Metaneira und ihre Töchter die Göttin besänftigen, die erst durch die Einrichtung eines Kultes – der Mysterien von Eleusis – zufriedengestellt werden konnte. Folglich sieht man auf dem unteren Register die Töchter der Metaneira mit Gegenständen für den Kult. Dieser Kult blieb die ganze Antike bis zum Sieg des Christentums bestehen. Beim Knaben im mittleren Register handelt es sich demnach um Demophon.

### Amphoren

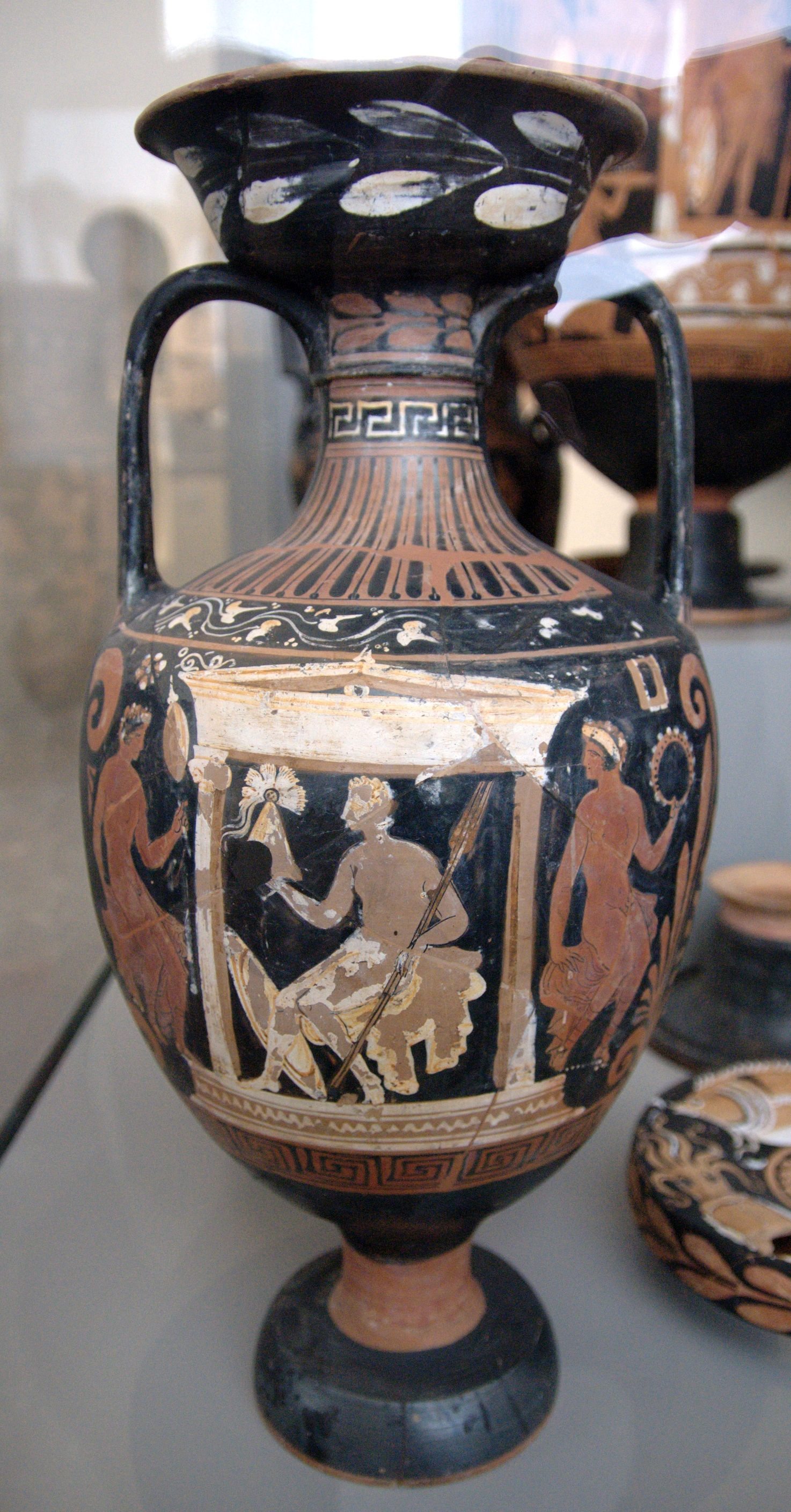
Eine der Amphoren (1984.49)

Die beiden zum Fund gehörenden Amphoren stammen vom Lucera-Maler. Beide Amphoren sind nahezu identisch aufgebaut. Wie bei zweien der Volutenkratere finden sich auf den Vorderseiten Grabbauten, auf der Rückseite Grabstelen. In einem ionischen Naiskos sitzt jeweils ein junger, bewaffneter Mann. Der einzige Unterschied findet sich bei den beiden Figuren, die jeweils neben dem Naiskos stehen. Ist dies links bei beiden ein Jüngling, ist es rechts bei der kleineren Vase ebenfalls ein junger Mann, bei der größeren Amphora hingegen eine Frau. Die kleinere der Amphoren ist 56,5 Zentimeter hoch, die größere 64 Zentimeter.

### Skyphoi

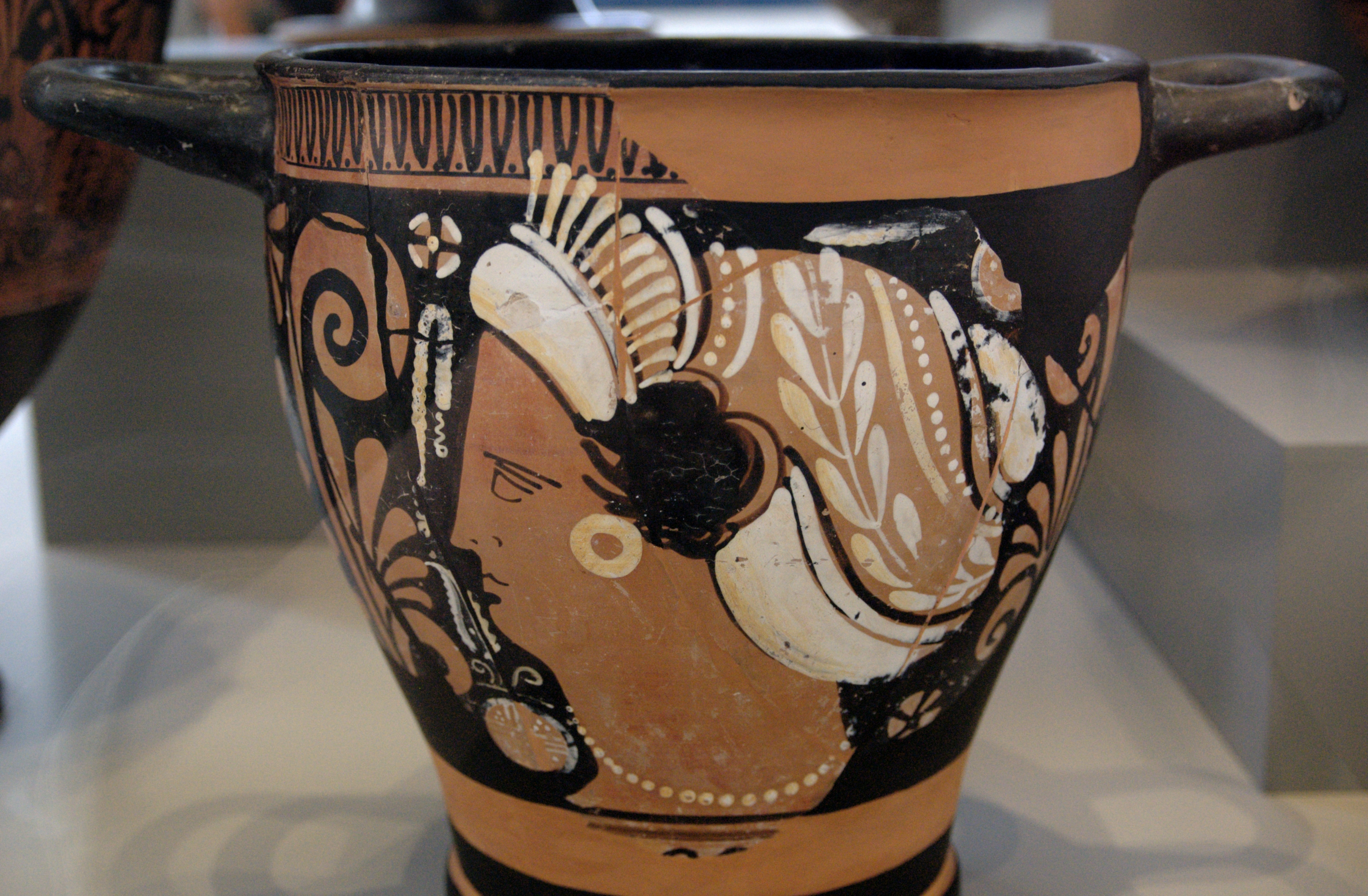
Frauenkopfskyphos (1984.59)

Zwei übergroße Skyphoi, Trinkgefäße, gehören wie die Amphoren zur mittleren Geschirrqualitätsklasse des Fundes. Sie wurden beidseitig vom Armidale-Maler mit Frauenköpfen mit kunstvoller weißfarbiger Haubenkopfbedeckung bemalt. Vor dem Gesicht ist jeweils eine Schlauchtänie aufgemalt, zudem werden die Köpfe von Rosetten umgeben. Die Seiten sind unter den Henkeln mit großen Palmetten verziert. Der eine Skyphos ist 30,5 Zentimeter, der andere 31 Zentimeter hoch.

### Herakles-Teller

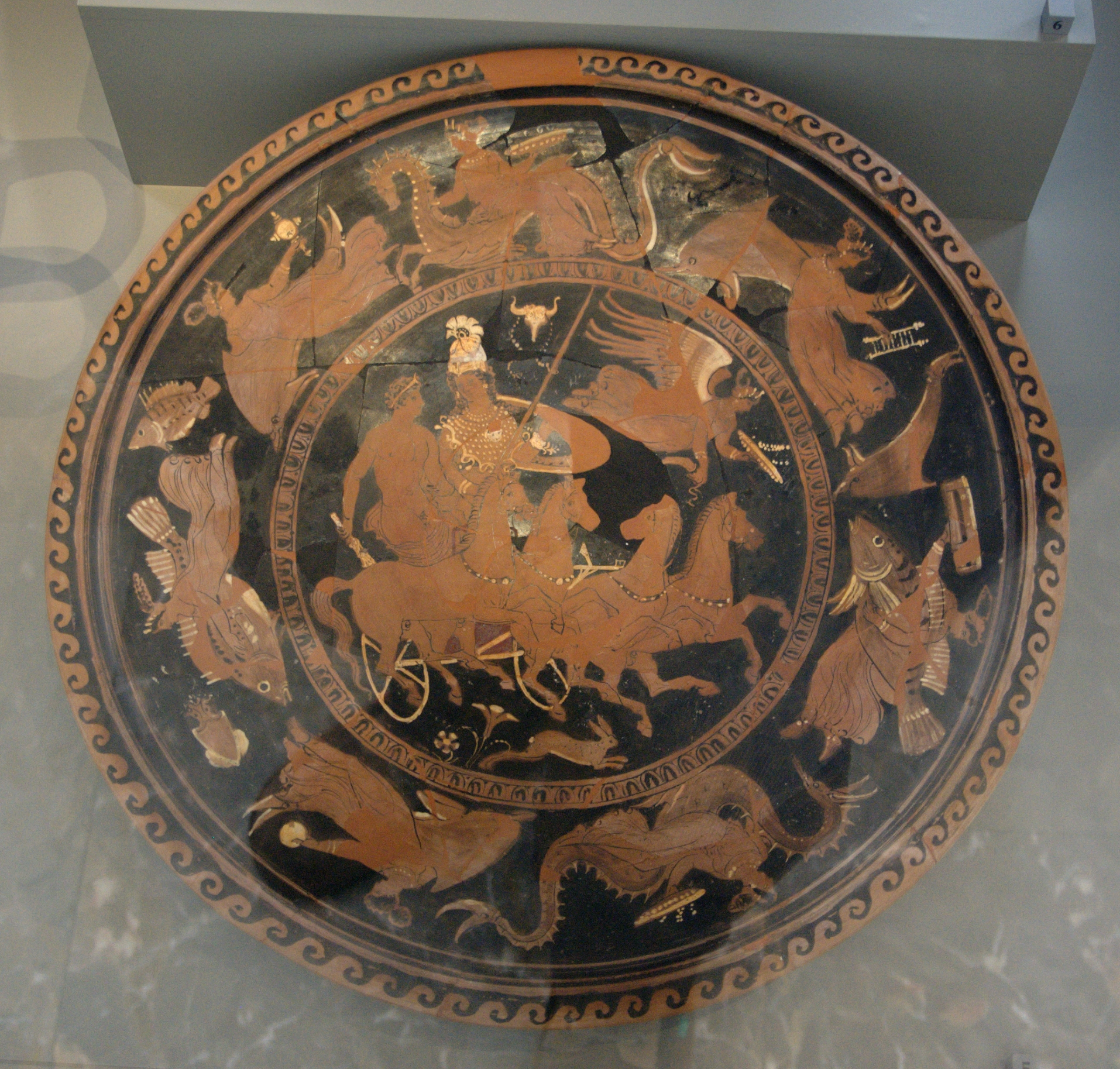
Der Herakles-Teller (1984.47)

Der Herakles-Teller wird der Phrixos-Gruppe aus dem Umkreis des Unterwelt-Malers zugeschrieben. Er hat einen Durchmesser von 50 Zentimetern. Im Mittelbild wird die Apotheose des Herakles dargestellt. Der Held ist, nun auf dem Weg in den Olymp, nicht auf übliche Weise dargestellt. Er ist nicht bärtig, sondern wie ein Jüngling dargestellt, was die ewige Jugend der Götter symbolisieren soll. Anstelle des Löwenfells trägt er einen Mantel. Einziges Attribut, das den Mann als Herakles benennt, ist die Keule in seiner Hand. Neben ihm auf der Quadriga steht Athene, die Schutzgöttin des Helden. Herakles ist somit wie all die anderen verstorbenen jungen Männer auf den Vasen dargestellt. Es ist unklar, ob diese Angleichung programmatisch ist, oder nur der Phantasie des Malers entspringt.
Der am Rand umlaufende Fries zeigt Meerfrauen, die verschiedene Meeresbewohner – Meerbrassen, Delfine und Seedrachen – als Reittiere benutzen. Sie haben unterschiedliche Gegenstände in der Hand – einen Spiegel, einen Spielball, ein Kästchen und ein Musikinstrument –, die alle als Attribute eines sorgenfreien Lebens im Jenseits gelten.

### Frauenkopf- und Fischteller

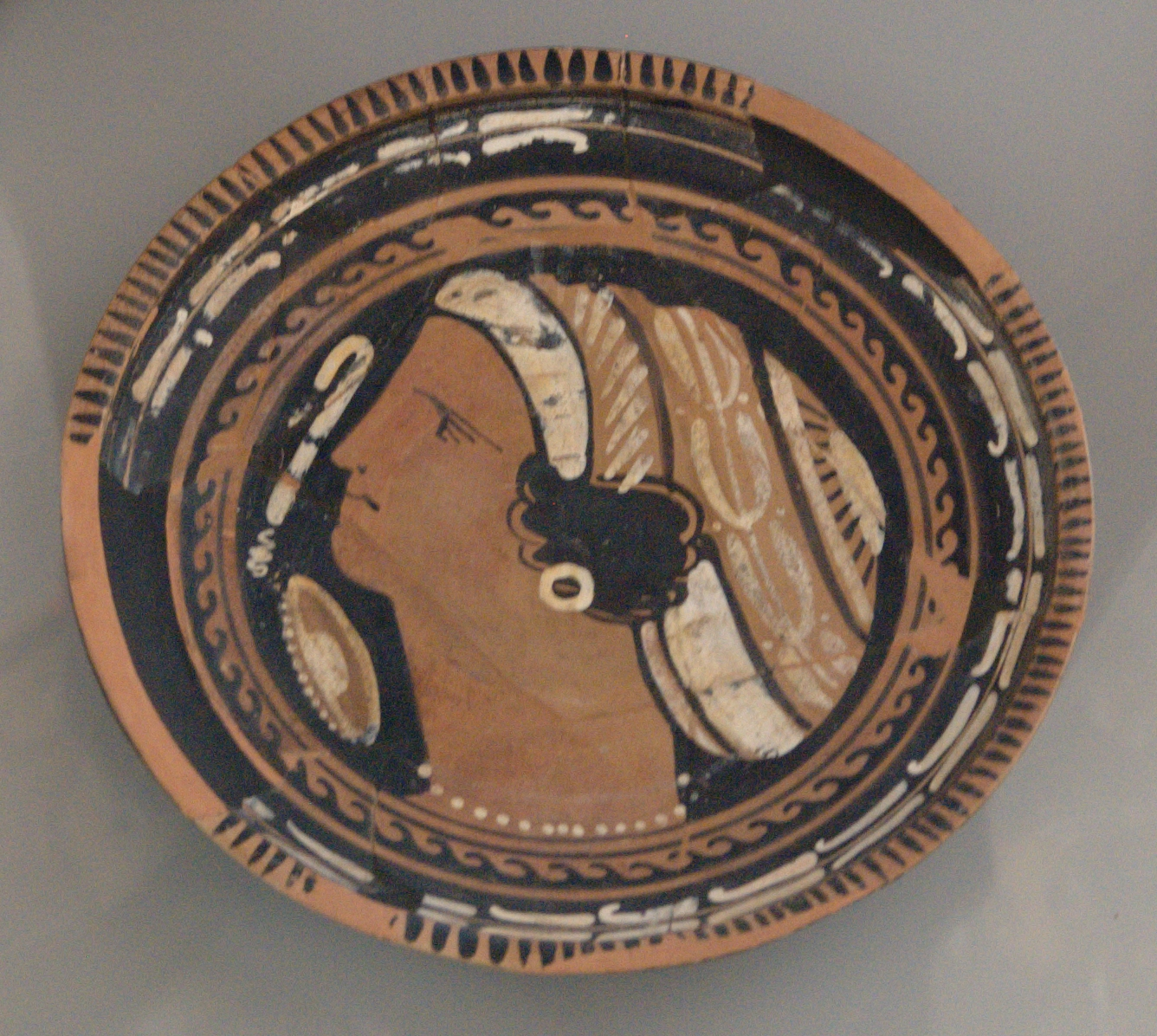
Frauenkopfteller (1984.52)

Neben dem großen Herakles-Teller gehören dreizehn weitere kleinere Teller zum Fund. Vier von ihnen sind sogenannte Frauenkopfteller. Sie sind im Durchmesser 19 bis 20 Zentimeter groß und werden dem Armidale-Maler zugeschrieben. Die Frauenköpfe entsprechen denen auf den Skyphoi des Fundes, die ebenfalls dem Armidale-Maler zugewiesen wurden. Während drei der Teller nahezu komplett erhalten sind, ist einer der Teller aus dem Ankauf von 1991 nur noch fragmentarisch erhalten.

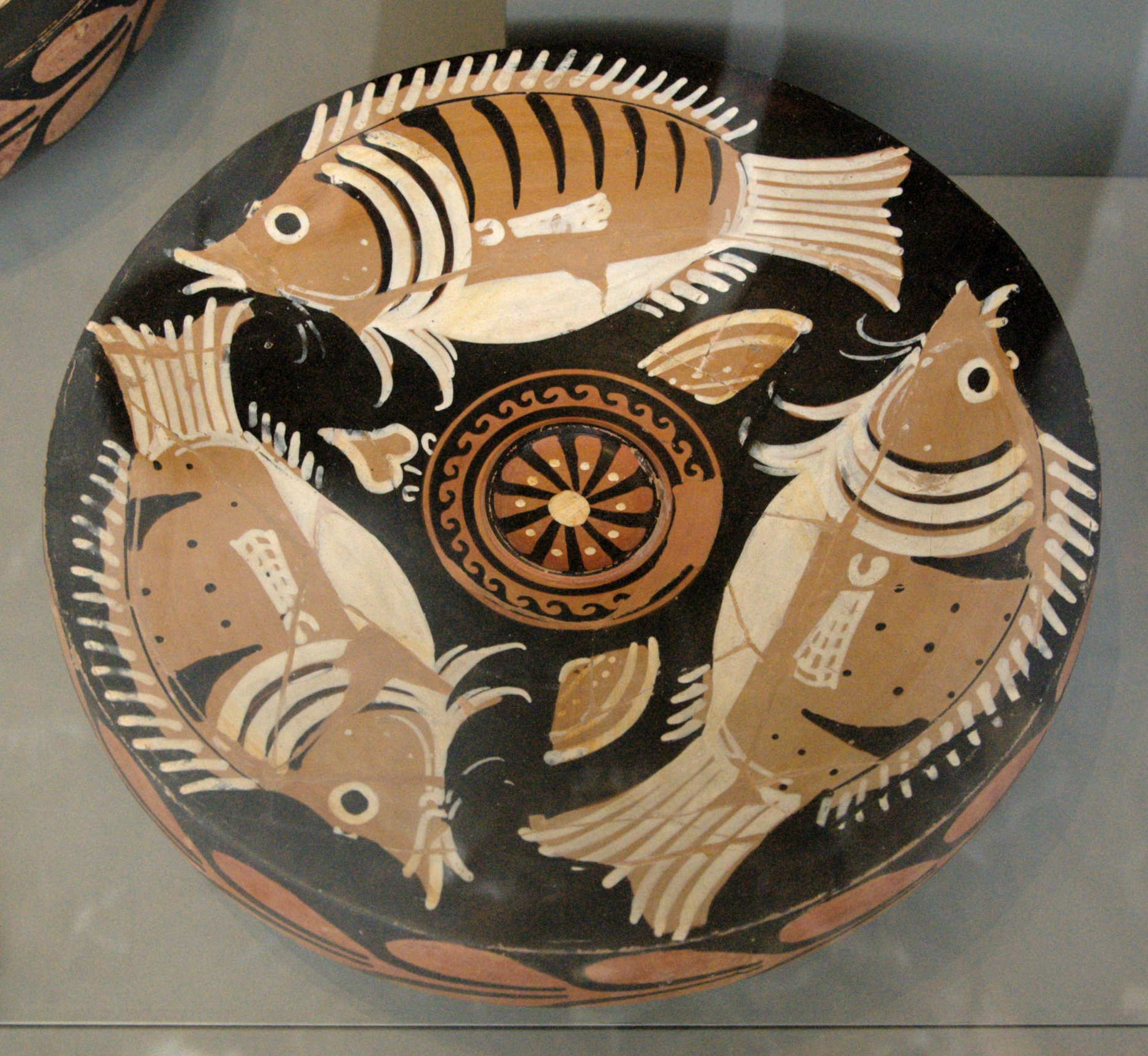
Fischteller (1984.57)

Neun Fischteller, eine spezielle Vasengattung, die im ganzen griechischen Süditalien verbreitet war, komplettieren das Ensemble. Sie werden einem oder mehreren Malern aus dem Umkreis des Dareios-Malers zugeordnet. Diese Maler werden als Gruppe von Karlsruhe 66/140 bezeichnet. Möglicherweise handelt es sich auch nur um einen einzelnen Maler, den Maler von Karlsruhe 66/140. Ihr Durchmesser beträgt 23,3 bis 25 Zentimeter, ihre Höhe bei den Exemplaren mit erhaltenen Füßen 6,5 bis 7,4 Zentimeter. Auf allen Tellern werden drei große Wassertiere gezeigt, die jeweils etwa ein Drittel der Fläche dominieren. Am häufigsten werden Zweibindenbrassen gezeigt, auf zweien der Teller werden nur sie abgebildet. Auf einem der Teller findet sich daneben eine schwarzgebänderte Brasse. Außerdem gehören Hornmuscheln, Tintenfische, Seebarsch, Marmorzitterrochen und andere zum Repertoire der Darstellungen. Zwischen den großen Wassertieren finden sich meist kleine Muscheln oder Efeublätter, die die größeren Darstellungen voneinander trennen.

### Weitere Fragmente
Aus den Nacherwerbungen 1991 konnten ein Frauenkopf- und fünf Fischteller rekonstruiert werden. Übrig blieben sechs weitere Fragmente, in denen man Schalenreste der Xenon-Gattung erkannt hat. Aufgrund der Form der fünf Lippenfragmente – das sechste Fragment stammt vom Übergang zwischen Becken und Fuß – wird geschlossen, dass es zwei verschiedene Schalengrößen mit geschätzten Durchmessern von etwa 15 und 20 Zentimetern gab. Die Anzahl der Gefäße, denen die sechs Fragmente zugehörig sind, ist unbekannt. Die Bemalung der Schalen ist, soweit ersichtlich, rein ornamental.

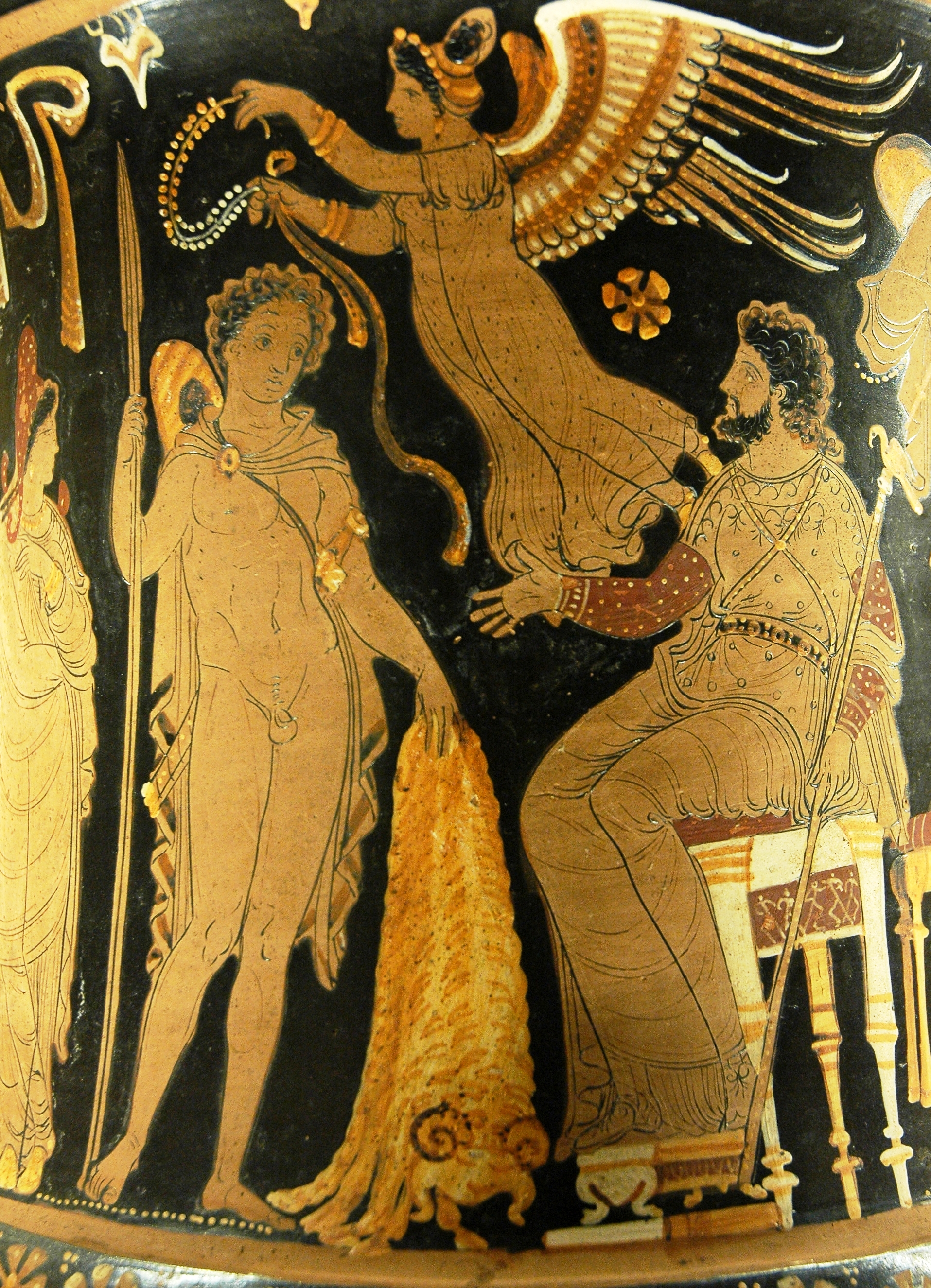
Iason bringt Pelias das Goldene Vlies. Apulischer Krater um 340/330 v. Chr., ein anderes Werk des Unterwelt-Malers, Louvre.

## Künstler
Die verschiedenen Maler, denen die Werke zugeschrieben werden, gehören alle demselben Umfeld an. Die Vasen wurden zwar alle in die Zeit um 340 v. Chr. datiert, chronologische Abstufungen sind jedoch feststellbar. Der chronologisch erste Maler war der Varrese-Maler, der zur Mitte des 4. Jahrhunderts v. Chr. einer der bedeutendsten Vasenmaler Apuliens war. Ihm schlossen sich die unmittelbaren Vorgänger des Dareios-Malers an. Dem Varrese-Maler am nächsten ist der Maler von Kopenhagen 4223. Darauf folgte der Dareios-Maler, der als erster spätapulischer Maler die Möglichkeiten monumentaler Gefäße ausschöpfte. Seine Kunstfertigkeit beeinflusste alle nach ihm folgenden apulischen Vasenmaler. Ihm oder Künstlern aus seinem unmittelbarsten und engsten Umkreis werden mit drei Vasen die meisten Stücke des Fundes zugeschrieben. Sein wichtigster Nachfolger war der Unterwelt-Maler, der neben dem Dareios-Maler die meisten großen Werke des Grabfundes geschaffen hat. Der Armidale-Maler war der späteste der im Ensemble vertretenen Maler und möglicherweise mit dem Ganymed-Maler identisch. Er war eher ein Meister der kleinen Vasenformen, von dem bis zu 600 Werke überliefert sind.
Von den hier vertretenen Künstlern sind vergleichsweise viele Vasen überliefert. Alle hatten in einer tarentinischen manufakturähnlichen Werkstatt mit recht hohen Produktionszahlen gearbeitet. Bis heute ist noch nicht genau klar, wie man sich den Aufbau solch großer Werkstätten vorzustellen hat, obwohl man weiß, dass es mehrere davon in Süditalien gab. Die Darius-Unterwelt-Werkstatt, aus der die hier aufgeführten Werke stammen, gilt als die Manufaktur, die die qualitätvollsten Arbeiten rotfiguriger apulischer Vasen dieser Zeitstellung produziert hat.